# Lista de vereadores de Itatiaia
Esta é a lista de vereadores de Itatiaia, município brasileiro do estado do Rio de Janeiro.
A Câmara Municipal de Itatiaia, é formada por onze representantes. O prédio da Câmara chama-se Palácio Prefeito Luiz Carlos de Aquino, em homenagem ao primeiro prefeito da cidade. O salão principal chama-se Plenário Dr. Walter Martins Moreira.

## 9ª Legislatura (2021–2024)
Estes são os vereadores eleitos nas eleições de 15 de novembro de 2020, pelo período de 1° de janeiro de 2021 a 31 de dezembro de 2024:
| Mesa Diretora (2021-2022) |                       |                        |                              |
| Nome | Início do mandato     | Fim do mandato         | Cargo                        |
| Imberê Moreira Alves (PRTB) (Presidente licenciado para assumir o cargo de Prefeito interino de 01.01 a 09.06.2021) Thiago Rodrigues Moreira (DEM) (Também licenciado para assumir o cargo de Prefeito interino de 15.12.2021 até a posse do novo Prefeito em eleição suplementar) | 1º de janeiro de 2021 | 31 de dezembro de 2022 | Presidente da Câmara         |
| Silvano Rodrigues da Silva (PSC) (De 01.01 a 10.06 e de 15.12.2021, é Presidente interino da Câmara) | 1º de janeiro de 2021 | 31 de dezembro de 2022 | 1º Vice-presidente da Câmara |
| Alexandre dos Santos Campos (SD) (De 10.06 a 15.12.2021 foi Presidente interino da Câmara) | 1º de janeiro de 2021 | 31 de dezembro de 2022 | 2º Vice-presidente da Câmara |
| João Márcio Albino Silva (PSC) | 1º de janeiro de 2021 | 31 de dezembro de 2022 | 1º Secretário                |
| Eduardo de Almeida Pereira (PRTB) | 1º de janeiro de 2021 | 31 de dezembro de 2022 | 2º Secretário                |

|    | Nome                                                              | Partido                                         | Votos | %    | Observações                                            |
| -- | ----------------------------------------------------------------- | ----------------------------------------------- | ----- | ---- | ------------------------------------------------------ |
| 1  | Bruno Guimarães Diniz (Resende, 02.10.1986–)                      | Solidariedade (SD)                              | 964   | 5,08 | 1º mandato                                             |
| 2  | Cristian de Carvalho Soares (Resende, 26.07.1963–)                | Solidariedade (SD)                              | 773   | 4,07 | 2º mandato                                             |
| 3  | Eduardo de Almeida Pereira, Dudu Pereira (Resende, 24.08.1980–)   | Partido Renovador Trabalhista Brasileiro (PRTB) | 739   | 3,89 | 2º mandato                                             |
| 4  | Thiago Rodrigues Moreira, Thiaguinho (Resende, 10.10.1989–)       | Democratas (DEM)                                | 731   | 3,85 | 1º mandato. Licenciado                                 |
| 5  | João Márcio Albino Silva (Resende, 11.02.1990–)                   | Partido Social Cristão (PSC)                    | 699   | 1,68 | 2º mandato                                             |
| 6  | Silvano Rodrigues da Silva, Vaninho (Resende, 17.07.1977–)        | Partido Social Cristão (PSC)                    | 596   | 3,14 | 2º mandato                                             |
| 7  | Imberê Moreira Alves (Rio de Janeiro, 25.07.1952–)                | Partido Renovador Trabalhista Brasileiro (PRTB) | 588   | 3,10 | 1º mandato                                             |
| 8  | Marcos Vinícius Campos Leal, Vini Celular (Resende, 22.12.1984–)  | Democratas (DEM)                                | 507   | 2,67 | 1º mandato                                             |
| 9  | Vander Leite Gomes (Resende, 07.03.1973–)                         | Progressistas (PP)                              | 438   | 2,31 | 2º mandato                                             |
| –  | José Carlos de Lucena Gomes, Dedé Paraíba (Condado, 20.10.1975–)  | Democratas (DEM)                                | 371   | 1,96 | 1º mandato. Posse em 20.12.2021 no lugar de Thiaguinho |
| 10 | Alexandre dos Santos Campos, Tim Campos (Resende, 13.02.1973–)    | Solidariedade (SD)                              | 303   | 1,60 | 2º mandato                                             |
| 11 | Joel de Melo, Joel do Tô Atoa (Senhora dos Remédios, 06.06.1982–) | Partido Trabalhista Brasileiro (PTB)            | 288   | 1,52 | 1º mandato                                             |

## 8ª Legislatura (2017–2020)
Estes são os vereadores eleitos nas eleições de 2 de outubro de 2016, pelo período de 1° de janeiro de 2017 a 31 de dezembro de 2020:
|    | Nome                                                                             | Partido                                            | Votos | %    | Observações |
| -- | -------------------------------------------------------------------------------- | -------------------------------------------------- | ----- | ---- | ----------- |
| 1  | Jair Balbino da Silva, Porquinho (02.2019-2020) (Resende, 23.05.1973–)           | Partido do Movimento Democrático Brasileiro (PMDB) | 872   | 4,41 | 1º mandato  |
| 2  | Vander Leite Gomes (2017-2018) (Resende, 07.03.1973–)                            | Partido do Movimento Democrático Brasileiro (PMDB) | 673   | 3,41 | 1º mandato  |
| 3  | Andréa de Carvalho Jardim, do Dilino (01 a 06.02.2019) (São Mateus, 24.05.1971–) | Partido do Movimento Democrático Brasileiro (PMDB) | 571   | 2,89 | 1º mandato  |
| 4  | Eduardo de Almeida Pereira, Dudu Pereira (Resende, 24.08.1980–)                  | Partido do Movimento Democrático Brasileiro (PMDB) | 505   | 2,56 | 1º mandato  |
| 5  | Anderson Luís dos Santos, da Saúde (Resende, 19.11.1979–)                        | Partido Social Democrático (PSD)                   | 474   | 2,40 | 1º mandato  |
| 6  | Cristian de Carvalho Soares (Resende, 26.07.1963–)                               | Partido do Movimento Democrático Brasileiro (PMDB) | 443   | 2,24 | 1º mandato  |
| 7  | Leonardo de Seixas Carvalho (Resende, 07.06.1966–)                               | Partido Progressista (PP)                          | 425   | 2,15 | 1º mandato  |
| 8  | João Márcio Albino Silva (07 a 21.02.2019) (Resende, 11.02.1990–)                | Partido Republicano Brasileiro (PRB)               | 390   | 1,97 | 1º mandato  |
| 9  | Silvano Rodrigues da Silva, Vaninho (Resende, 17.07.1977–)                       | Partido Republicano Brasileiro (PRB)               | 308   | 1,56 | 1º mandato  |
| 10 | Alexandre dos Santos Campos, Tim Campos (Resende, 13.02.1973–)                   | Partido Social Democrático (PSD)                   | 270   | 1,37 | 1º mandato  |
| 11 | José Adelson Rodrigues Oliveira, Toroca (Juiz de Fora, 15.02.1968–)              | Partido Socialista Brasileiro (PSB)                | 236   | 1,19 | 1º mandato  |

## Legenda
| Cor  | Significado          |
| Bege | Presidente da Câmara |
| Azul | Suplente             |